# Yondonperenlein Baskhüü
Yondonperenlein Baskhüü (1 de outubro de 1993) é um judoca mongol. Competiu nos Jogos Olímpicos de Verão de 2024 em Paris.
Terminou em sétimo lugar nos Jogos Olímpicos de Verão de 2024. Medalhista mundial de bronze em 2023, em Doha, e em 2021, em Budapeste. Yondonperenlei conquistou o ouro no Grand Slam de Ulaanbaatar em 2023. Conquistou uma medalha de bronze no Grand Slam de Osaka em 2018 e Tóquio em 2022 e prata em 2023. Ganhou o bronze no Grand Slam de Düsseldorf em 2019. Yondonperenlei conquistou o bronze no Grande Prémio de ouro em Hohhot, em 2019. Em 2022, venceu o Grand Slam de Paris. Conquistou o título asiático em 2022 e o bronze em 2019. Garantiu uma medalha de prata no Grand Slam de Tbilisi em 2023.